# Wielki Teleskop Zenitalny

Porównanie wielkości i budowy zwierciadeł największych obecnych i planowanych teleskopów. Wielki Teleskop Zenitalny w lewej części diagramu, w różowym kolorze.

Wielki Teleskop Zenitalny (ang. Large Zenith Telescope (LZT)) – teleskop zenitalny, zlokalizowany na University of British Columbia, ok. 70 km na wschód od Vancouver. Jest jednym z największych teleskopów zwierciadlanych.

## Budowa teleskopu
W budowie konstrukcji teleskopu brali udział naukowcy z University of British Columbia, do którego należy teleskop, Uniwersytetu Laval oraz paryskiego Instytutu Astrofizyki.
Przy budowie wykorzystano części trzymetrowego teleskopu NASA Orbital Debris Observatory, który zakończył pracę kilka lat wcześniej. Koszt budowy wyniósł 300 tys. USD, co jest równe 1/100 kosztu konwencjonalnego teleskopu tej średnicy.

## Opis konstrukcji
LZT ma obrotowe płynne zwierciadło o średnicy 6 metrów, wykonane z rtęci, zamocowane na dwutonowym łożysku. Płynne zwierciadła mogą mieć większe rozmiary niż zwierciadła tradycyjne, znacząco zwiększając możliwości zbierania światła. Trzydzieści litrów (400 kg) rtęci tworzy warstwę o grubości 1 mm. Zwierciadło LZT wykonuje jeden obrót w ciągu około 8,5 sekundy.
Ruch obrotowy zwierciadła powoduje, że grawitacja ściąga rtęć w dół, a bezwładność rozkłada ją równomiernie do krawędzi podstawy zwierciadła. Efektem jest utworzenie przez rtęć idealnej powierzchni paraboloidalnej.
Teleskop wyposażony jest w system optyki adaptatywnej korygujący kształt zwierciadła w celu poprawienia jakości obrazu przez skompensowanie zjawiska migotania gwiazd. Pod lustrem zwierciadła znajduje się 91 elektromagnesów, stale korygujących pod kontrolą komputera kształt powierzchni rtęci, którą pokrywa warstwa ferrofluidu.

## Cechy użytkowe
Poważnym ograniczeniem możliwości obserwacyjnych teleskopu zenitalnego jest możliwość obserwowania tylko niewielkiego obszaru nieba znajdującego się w danej chwili ponad teleskopem (w zenicie). Wraz z obrotem Ziemi obserwowane mogą być odpowiednie obszary. Opracowana jednak została koncepcja, jak to ograniczenie można w pewnej mierze wyeliminować przez zastosowanie odpowiedniego korektora optycznego.
Teleskop wyposażony jest w detektor CCD o matrycy 2048x2048 pikseli.

## Cele naukowe
LZT jest wykorzystywany do pomiarów rozkładu spektralnego energii i przesunięć ku czerwieni ponad 100 tysięcy galaktyk oraz do wykrywania odległych supernowych.